# Heraclia triseriata
Heraclia triseriata är en fjärilsart som beskrevs av Max Bartel 1903. Heraclia triseriata ingår i släktet Heraclia och familjen nattflyn. Inga underarter finns listade i Catalogue of Life.